# Mistrzostwa Polski w Łucznictwie 2004
68. Mistrzostwa Polski w łucznictwie odbyły się w dniach 9–12 września 2004 roku na torze łuczniczym Obuwnika Prudnik w Prudniku.

## Medaliści

### Strzelanie z łuku klasycznego
| Konkurencja:           | Złoto:                           | Srebro:                              | Brąz:                                  |
| indywidualnie kobiet   | Justyna Mospinek (Piątka Zgierz) | Alicja Trzcionka (Obuwnik Prudnik)   | Iwona Marcinkiewicz (Drukarz Warszawa) |
| indywidualnie mężczyzn | Piotr Piątek (Łucznik Żywiec)    | Zbigniew Stanieczek (Łucznik Żywiec) | Rafał Dobrowolski (Stella Kielce)      |
| drużynowo kobiet       | Łucznik Żywiec                   | Drukarz Warszawa                     | Kmita Zabierzów                        |
| drużynowo mężczyzn     | Strzelec Legnica                 | Sokół Radom                          | Stella Kielce                          |

### Strzelanie z łuku bloczkowego
| Konkurencja:           | Złoto:                            | Srebro:                             | Brąz:                              |
| indywidualnie kobiet   | Beata Kujawska (Strzelec Legnica) | Helena Machera (Burza Wrocław)      | Justyna Stolarczyk (Burza Wrocław) |
| indywidualnie mężczyzn | Marcin Szemiot (Burza Wrocław)    | Jacek Golonka (Płaszowianka Kraków) | Dariusz Gawryś (Marymont Warszawa) |
| drużynowo kobiet       | –                                 | –                                   | –                                  |
| drużynowo mężczyzn     | Burza Wrocław                     | Łucznik Żywiec                      | Strzelec Legnica                   |